# Relevo da Dinamarca

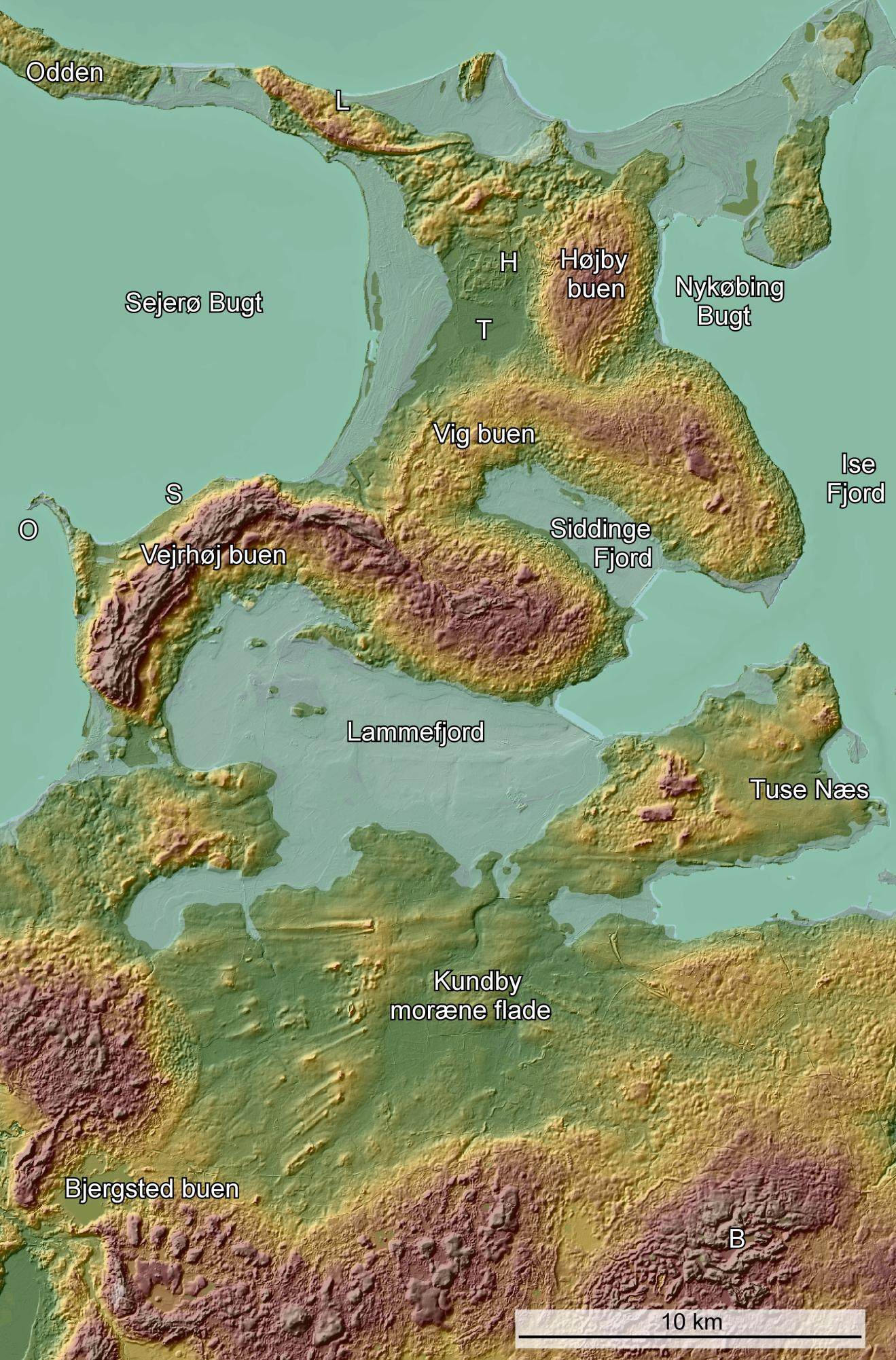
Relevo da Dinamarca

O Relevo da Dinamarca, país localizado na península da Jutlândia e consistindo de mais de 400 ilhas, é um país conhecido por seu relevo predominantemente plano e baixo.

## Características
O relevo da Dinamarca é marcado por terras baixas, planícies costeiras e colinas suaves. A vasta maioria do território dinamarquês está a uma altitude relativamente baixa, com uma média de apenas alguns metros acima do nível do mar. As terras baixas são mais proeminentes na Jutlândia Oriental, formando vastas planícies agrícolas e áreas pantanosas, enquanto algumas colinas suaves podem ser encontradas nas regiões ocidentais do país, especialmente em Jutlândia do Norte e do Sul.

## Influências Geográficas e Históricas
O relevo plano e baixo da Dinamarca desempenhou um papel crucial em sua história e desenvolvimento. Facilitou a agricultura e a criação de gado, permitindo que a Dinamarca se tornasse uma nação agrícola próspera ao longo dos séculos. Além disso, a topografia plana tornou o país adequado para o desenvolvimento de infraestrutura, como estradas e ferrovias, promovendo a conectividade e o comércio dentro e fora das fronteiras dinamarquesas.

## Implicações Ambientais e Desafios Geográficos
Apesar de sua topografia relativamente benigna, a Dinamarca enfrenta alguns desafios geográficos e ambientais. As áreas costeiras são vulneráveis à erosão e à elevação do nível do mar, aumentando a preocupação com a proteção costeira e a gestão do litoral. Além disso, a drenagem de áreas pantanosas para fins agrícolas ao longo dos séculos teve impactos ambientais significativos, levando à perda de habitats naturais e à redução da biodiversidade em algumas regiões.

## Economia e Sociedade
O relevo da Dinamarca influenciou diretamente sua economia e a estrutura social. A agricultura, historicamente uma parte fundamental da economia dinamarquesa, continua a desempenhar um papel importante, com vastas extensões de terras agrícolas sustentando a produção de grãos, vegetais e criação de gado. Além disso, a topografia plana facilitou o desenvolvimento de cidades e vilarejos ao longo das planícies costeiras, contribuindo para a coesão social e o desenvolvimento urbano.